# Cena F. L. Riegra
Cenu Františka Ladislava Riegra uděluje předseda Poslanecké sněmovny za nejlepší kvalifikační práce, které se věnují parlamentarismu. Cílem soutěže je popularizace výzkumu parlamentarismu a jeho historie mezi studenty vysokých škol. Předseda Poslanecké sněmovny oceňuje vítěze soutěže na základě doporučení komise, v níž jsou odborníci na historii, politologii, právo a legislativu. Členové komise posuzují myšlenkovou originalitu práce, náročnost výzkumu, rozsah využitých pramenů a literatury i práci s nimi nebo přínos pro současný stav bádání v této oblasti společenských věd.

## Ročníky

### První ročník
Cena byla poprvé udělována v roce 2016 tehdejším předsedou Poslanecké sněmovny Janem Hamáčkem, který při příležitosti vyhlášení výsledků prvního ročníku uvedl: „Věřím, že se nám povedlo založit tradici, která bude mít dlouhého trvání. Cílem soutěže je přiblížit význam parlamentarismu mladým lidem.“
Oceněné práce:
1. Zuzana Holakovská – Adaptace parlamentů České republiky, Polska a Slovenska na mechanismus včasného varování u evropské legislativy
2. Jiří Mulák – Materiální ohnisko ústavnosti
3. Jan Lukáš Mareček – Personální stabilita obsazování funkcí v Parlamentu ČR

### Druhý ročník
Druhého slavnostního vyhlášení Ceny F. L. Riegra se zhostil tehdejší první místopředseda Poslanecké sněmovny Radek Vondráček. Slavnostního předání ocenění se zúčastnil také Riegrův prapravnuk Václav Macháček-Rieger, který ocenil ustavení ceny: „Při mých aktivitách a úsilí na připomenutí 200. výročí narození F. L. Riegra to krásně zapadlo. Rád jsem přijal pozvání. Doufám, že se parlament k připomínce výročí zapojí.“
Oceněné práce:
1. Lukáš Hájek – Kumulace mandátů poslanci Parlamentu České republiky
2. Martina Pospíšilová – Karel Adámek (1840–1918) jako sociální myslitel
3. Jakub Dopieralla – Role senátního filibusteru ve fungování politického systému USA

### Třetí ročník
Třetí ročník Ceny F. L. Riegra proběhl v květnu 2018. Soutěžící převzali ocenění z rukou předsedy Poslanecké sněmovny Radka Vondráčka.
Oceněné práce:
1. Michal Řehořek – Ústavněprávní aspekty korespondenčního hlasování při výkonu volebního práva
2. Lucie Baumruková – Zajišťování bezpečnosti a mimořádné stavy v ústavním pořádku ČR
3. Pavel Polakovič – Vývoj českého a československého konstitucionalismu po roce 1989

### Čtvrtý ročník
Čtvrtý ročník Ceny F. L. Riegra proběhl v červnu 2019. Soutěžící převzali ocenění z rukou předsedy Poslanecké sněmovny Radka Vondráčka.
Oceněné práce:
1. Michal Staněk – Respektuje Parlament Ústavní soud?
2. Vavřinec Klener – Volební právo v Anglii v 19. a na počátku 20. století
3. Martin Madej – Teoretická východiska limitování základních práv v České republice

### Pátý ročník
Pátý ročník Ceny F. L. Riegra měl proběhnou v červnu 2020, ale byl posunut kvůli COVID na březen 2021. Soutěžící převzali ocenění z rukou předsedy Poslanecké sněmovny Radka Vondráčka.
Oceněné práce:
1. Libor Vondráček – Většinotvorné prvky ve volební formuli poměrného zastoupení na příkladu voleb v České republice
2. Jakub Dienstbier – Role ústavních orgánů při zajišťování bezpečnosti státu
3. Jan Hruška – Víme, kam (ne)volíme? Neznalost instituce jako faktor ovlivňující nízkou účast při senátních volbách